# Siergiej Fiłatow
Siergiej Iwanowicz Fiłatow (ros. Сергей Иванович Филатов, ur. 25 września 1926 w Łysych Gorach, zm. 3 kwietnia 1997 w Moskwie) – radziecki jeździec sportowy. Wielokrotny medalista olimpijski.
Specjalizował się w ujeżdżeniu. Brał udział w trzech igrzyskach (IO 56, IO 60, IO 64), na dwóch zdobywał medale. W 1960 wywalczył tytuł mistrza olimpijskiego w konkursie indywidualnym, cztery lata później go nie obronił, zajmując trzecie miejsce. W drużynie także stanął na najniższym stopniu podium.